# Holly Waddington

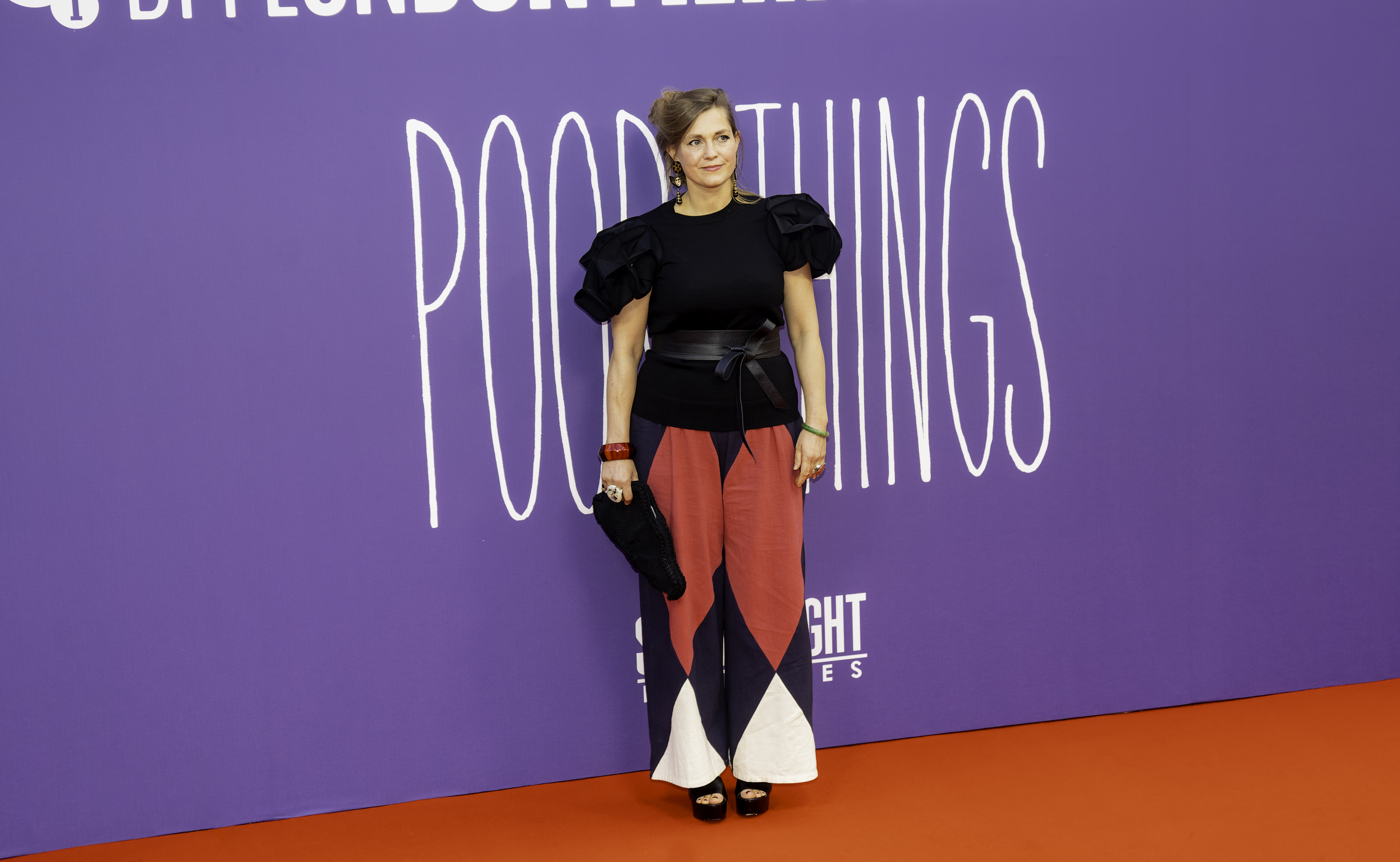
Holly Waddington (2023)

Holly Waddington ist eine britische Kostümbildnerin. Im Jahr 2024 gewann sie für ihre Arbeit an dem Historienfilm Poor Things einen Oscar.

## Leben
Holly Waddington studierte Fine Arts an der Ruskin School of Drawing, der Oxford University und Szenografie am Trinity Laban Conservatoire of Music and Dance in London.
Sie entwarf Sets und Kostüme für Theaterinszenierungen am Londoner Gate Theatre (Hedda, Breathing Irregular, Electra), am Young Vic (Electra), am Almeida Theatre, dem Scottish Dance Theatre, Sadler’s Wells und der Handspring Puppet Company.
Seit dem Jahr 2007 war sie auch als Assistenz-Kostümbildnerin an Filmproduktionen wie Saddam’s Tribe, Abbitte, Happy-Go-Lucky, Der Andere, Kampf der Titanen, Another Year, Gefährten, Lincoln, Jack and the Giants und Die zwei Gesichter des Januars beteiligt.
Im Jahr 2012 entwarf sie hauptverantwortlich das Kostümbild von Sally Potters Filmdrama Ginger & Rosa. Im Jahr 2016 verantwortete Waddington das Kostümbild von William Oldroyds Literaturverfilmung Lady Macbeth. Diese Arbeit brachte ihr bei den British Independent Film Awards 2017 die Auszeichnung für das Beste Kostümdesign ein.
Waddington war 2023 Kostümbildnerin des Spielfilms Poor Things von Giorgos Lanthimos. Für diese Arbeit wurde sie von verschiedenen Kritikervereinigungen für das Beste Kostümdesign des Jahres nominiert und gewann im Jahr 2024 einen Oscar. Bei den Chicago Film Critics Association Awards 2023 und den Las Vegas Film Critics Society Awards konnte sie ebenfalls den Preis für das Beste Kostümdesign jeweils gewinnen.

## Filmografie (Auswahl)
- 2012: Ginger & Rosa
- 2015: Departure
- 2015: The Briny (Kurzfilm)
- 2016: Lady Macbeth
- 2020: The Great (Fernsehserie, 1 Episode)
- 2023: Poor Things